# João Vranishkovski
João (em sérvio: Јован, translit.: Jovan; nascido: Zoran Vraniškovski, em sérvio e macedônio: Јован Вранишковски; 28 de fevereiro de 1966, Bitola, RS da Macedônia, RSF da Iugoslávia) foi bispo da Igreja Ortodoxa Sérvia. De 2005 a 2022, foi primaz da Arquidiocese Ortodoxa autônoma de Ocrida, arcebispo de Ocrida e metropolita de Escópia. Atualmente é metropolita de Krushevo e Demirhisar, da Igreja Ortodoxa da Macedônia, desde 20 de junho de 2013.

## Biografia
Nasceu em 28 de fevereiro de 1966 em Bitola e foi batizado como um cristão ortodoxo chamado Zoran. Completou sua escola primária e o liceu de matemática em sua cidade natal, obtendo excelente resultado médio. Durante sua educação, foi premiado várias vezes por realizações no campo da ciência e do esporte. Depois de cumprir sua obrigação militar em Sarajevo em 1985, começou seus estudos na faculdade de Engenharia Civil em Skopje. Ele havia terminado a referida faculdade antes do tempo previsto (em 1990), e matriculou-se na faculdade de Teologia em Belgrado no mesmo ano, e também foi contratado como engenheiro civil na metrópole de Bitola. Criou a Biblioteca "Metropolis" em colaboração com a biblioteca da Universidade de Bitola, sendo o primeiro bibliotecário da mesma. Ele havia dado um ciclo de palestras nas instalações da biblioteca durante seus dois anos e meio de trabalho com a metrópole. Em 1993, partiu para Belgrado com o objetivo de intensificar seus estudos de teologia e se formou em junho de 1995. Iniciou seus estudos de mestrado no mesmo ano em Belgrado, no Departamento de Teologia Sistemática (Dogmática). No final de 1995, partiu para a Grécia (Tessalônica) com o objetivo de aprender grego e matricular-se em estudos de pós-graduação.
Foi consagrado monge em 7 de fevereiro de 1998, sendo nomeado "João" e ordenado diácono no mesmo dia. Foi ordenado sacerdote no dia 8 de fevereiro de 1998 e bispo no dia 19 de julho de 1998, recebendo o título de Bispo de Dremvitza. Foi designado para ser vigário do bispo de Prespa e Pelagônia, realizando também ciclos de discussões teológicas e iniciando uma profunda reconstrução da Catedral donGrande Mártir São Demétrio em Bitola, além de seus ministérios regulares. Em março de 2000, foi designado para ser administrador da metrópole de Bregalnitza, e eleito bispo de Veles e Vale de Vardar em novembro de 2000. Foi entronizado no supracitado bispado em 4 de dezembro de 2000. Ele havia respondido positivamente na convocação para a unidade litúrgica e canônica com o Patriarcado da Sérvia pelo patriarca Paulo, juntamente com todos os clérigos e fiéis de sua metrópole, sendo o único metropolita da então cismática Igreja Ortodoxa Macedônia que respondeu positivamente. A unidade litúrgica e canônica da metrópole de Veles e Vale de Vardar com o Patriarcado da Sérvia, estando sob sua jurisdição naquela época, foi alcançada em 22 de junho de 2002. Vários dias depois, foi expulso da sé da metrópole juntamente com os monges que viviam com ele, de forma completamente ilegal e sem um mandado judicial por meio da força brutal da polícia da República da Macedônia. Em 23 de setembro de 2002, foi nomeado exarca de todos os territórios do arcebispado ortodoxo de Ocrida pela Assembléia da Igreja Ortodoxa Sérvia. Foi detido sob custódia muitas vezes pelas autoridades da República da Macedônia, que de fato criaram o cisma da Igreja durante os tempos do regime comunista, apoiando a proclamação da autocefalia não-canônica da Igreja Ortodoxa da Macedônia. Foi eleito presidente do Sínodo dos Bispos do arcebispado ortodoxo de Ocrida em 25 de dezembro de 2003, após a sua constituição. Foi condenado a uma pena suspensa de um ano de prisão pelo delito criminal "realização de atividades não autorizadas", porque havia entrado numa Igreja com o objetivo de batizar uma criança do sexo feminino em 2004. O Tribunal de Apelação de Bitola condenou-o a dezoito meses de prisão em 2005 com sentença válida por um delito criminal "incitamento ao ódio étnico e religioso, à discórdia e à intolerância".
Com o restabelecimento da comunhão eucaristia entre a Igreja Ortodoxa Sérvia e a Igreja Ortodoxa Macedônia em 2022, o arcebispo João concordou em se aposentar por causa da unidade da Igreja e devido a problemas de saúde, que foram agravados por muitos anos de prisão.
Em 20 de junho de 2023, o arcebispo João foi nomeado bispo governante da diocese de Kruszevo e Demirhisar com o título de Metropolita de Kruszevo-Demirhisar. Em 3 de setembro de 2023, sua entronização ocorreu na Catedral de São Nicolau em Kruševo. Recebeu a equipe pastoral do metropolita Pedro de Prespania e Pelagônia. A liturgia e cerimônia de entronização contaram com a presença de Joanício Micoviche, metropolita de Montenegro e Primorski, Gregório Nasteski, metropolita de Kumanovo e Osogovski, Pacômio Gacic, bispo de Vranj, Joaquim Jovcheski, bispo de Deljadrovetski e Ilindenski, Marco Kimev, bispo de Delchevski e Kamenitski, Davi Ninov, bispo de Dremvitski, Clemente Bozhinovski, bispo de Heraclea e Jacó Milchevski, bispo de Stobi. Muitos fiéis estiveram presentes na liturgia e no ato de entronização, incluindo a embaixadora da Sérvia na República da Macedônia do Norte, Nevena Jovanovic.